# 外福線
外福線（がいふくせん）は福建省南平市延平区来舟鎮から福州市を結ぶ中国国鉄の鉄道路線である。

## 概要
鷹廈線（鷹潭 - アモイ）の来舟駅（2004年に南平北駅より改名）南側にある小さな四等駅の外洋駅を起点として、南平、古田、閩清を経由して福州駅に至る路線である。来舟と福州の頭文字を取って旧名は来福線（らいふくせん）と呼ばれていた。全長は改造後で186.668kmである。全線が電化単線で南昌鉄路局の管轄である。

## 歴史
- 1956年3月 - 着工
- 1959年12月1日 - 正式運営開始
- 2000年11月10日 - 電化工事完成

## 駅一覧
（来舟 - ）外洋 - 西芹 - 南平 - 南平南 - 安済 - 葫蘆山 - 下過渓 - 樟湖板 - 古田 - 莪洋 - 水口 - 浦後 - 大箸 - 閩清 - 白沙鎮 - 閩侯 - 杜塢 - 福州

## 接続路線
- 外洋駅：鷹廈線
- 南平南駅：横南線
- 福州駅：福馬線、温福線